# Bầu cử tổng thống Hoa Kỳ 1820
Cuộc bầu cử tổng thống Hoa Kỳ năm 1820 là cuộc bầu cử 4 năm một lần thứ chín. Nó được tổ chức từ ngày 1 tháng 11 đến ngày 6 tháng 12 năm 1820. Diễn ra ở đỉnh cao của Kỷ nguyên Cảm giác Tốt, đương nhiệm tổng thống  của đảng Dân chủ Cộng hòa James Monroe giành chiến thắng để tái đắc cử mà không có một đối thủ lớn. Đây là cuộc bầu cử tổng thống Hoa Kỳ lần thứ ba và cũng là cuộc bầu cử cuối cùng mà một ứng cử viên tổng thống tranh cử một cách dễ dàng do không có đối thủ lớn, hai lần trước đó là cuộc bầu cử năm 1788-89 và 1792, cả hai lần đều có người chiến thắng là George Washington. Đó cũng là cuộc bầu cử cuối cùng mà tổng thống thắng cử thuộc thế hệ cách mạng.
Monroe và Phó Tổng thống Daniel D. Tompkins không gặp phải sự phản đối nào từ các đảng viên Dân chủ Cộng hòa khác trong nhiệm kỳ thứ hai. Đảng Liên bang đã đưa ra một ứng cử viên tổng thống trong mỗi cuộc bầu cử kể từ năm 1796, nhưng sự nổi tiếng vốn đã suy yếu của đảng lại càng giảm đi sau Chiến tranh năm 1812. Mặc dù có thể đưa ra một ứng cử viên cho vị trí phó tổng thống, những người Liên bang không thể đưa ra một ứng cử viên tổng thống, khiến Monroe không có đối thủ.
Monroe đã chiến thắng ở mọi bang và nhận được tất cả trừ một phiếu đại cử tri. Ngoại trưởng John Quincy Adams nhận được lá phiếu đại cử tri khác duy nhất, đến từ đại cử tri bất tín William Plumer. Chín người Liên bang khác nhau đã nhận được phiếu đại cử tri cho vị trí phó tổng thống, nhưng Tompkins đã thắng cử lại với số phiếu cao. Monroe và George Washington vẫn là những ứng cử viên tổng thống duy nhất tranh cử mà không gặp phải sự phản đối lớn nào. Chiến thắng của Monroe là chiến thắng cuối cùng trong sáu chiến thắng liên tiếp của người Virginia trong các cuộc bầu cử tổng thống (Jefferson hai lần, Madison hai lần và Monroe hai lần). Monroe là ứng cử viên tổng thống đầu tiên nhận được ít nhất 200 phiếu đại cử tri trong một chiến dịch chiến thắng.

## Bối cảnh
Bất chấp sự liên tục của chính trị đơn đảng (trong trường hợp này được gọi là Kỷ nguyên Cảm giác tốt), các vấn đề nghiêm trọng đã xuất hiện trong cuộc bầu cử năm 1820. Hoa Kỳ đã phải chịu đựng một cuộc suy thoái lan rộng sau cuộc Hoảng loạn năm 1819 và sự bất đồng quan trọng về việc mở rộng chế độ nô lệ vào các vùng lãnh thổ đang là trung tâm. Tuy nhiên, James Monroe không phải đối mặt với đảng đối lập hoặc ứng cử viên nào trong nỗ lực tái tranh cử của mình, mặc dù ông không nhận được tất cả các phiếu đại cử tri.
Massachusetts ban đầu có 22 phiếu đại cử tri vào năm 1816, nhưng chỉ được bỏ 15 phiếu vào năm 1820 do Thỏa hiệp Missouri năm 1820, khiến vùng Maine, phần cực bắc tách rời của Massachusetts, trở thành một bang tự do để cân bằng với việc gia nhập của bang nô lệ Missouri đang được xem xét. Ngoài ra, Pennsylvania, Tennessee và Mississippi cũng bỏ ít đi 1 phiếu bầu, do một đại cử tri từ mỗi tiểu bang đã chết trước cuộc họp bầu cử. Do đó, điều này có nghĩa là Mississippi chỉ bỏ hai phiếu bầu, trong khi bất kỳ bang nào luôn được hưởng tối thiểu ba phiếu.
Mississippi, Illinois, Alabama và Missouri đã tham gia cuộc bầu cử tổng thống đầu tiên của họ vào năm 1820, Missouri, với nhiều tranh cãi, vì nó vẫn chưa chính thức là một bang. Không có bang mới nào tham gia trong cuộc bầu cử tổng thống Mỹ cho đến năm 1836, sau khi kết nạp vào Liên minh Arkansas năm 1836 và Michigan năm 1837 (sau cuộc bỏ phiếu chính, nhưng trước khi kiểm phiếu đại cử tri tại Quốc hội).

## Đề cử

### Đề cử của Đảng Dân chủ Cộng hòa
| Đề cử của Đảng Dân chủ-Cộng hòa, 1820 |                                         |
| James Monroe                          | Daniel D. Tompkins                      |
| cho tổng thống                        | cho phó tổng thống                      |
|                                       |                                         |
| Tổng thống Hoa Kỳ thứ năm 1817-1825   | Phó Tổng thống Hoa Kỳ thứ sáu 1817-1825 |
| Chiến dịch                            |                                         |

Vì không có thách thức nào với Monroe cho đề cử của Đảng Dân chủ Cộng hòa, nên rất ít đảng viên Dân chủ Cộng hòa đến việc tham dự phiên họp kín đề cử vào tháng 4 năm 1820. Chỉ có 40 đại biểu tham dự, với rất ít hoặc dường như không có đại biểu từ các tiểu bang lớn như Virginia, Pennsylvania, North Carolina, Massachusetts và New Jersey. Thay vì chỉ đích danh tổng thống với số phiếu bầu ít ỏi, phiên họp kín đã từ chối đưa ra đề cử chính thức. Richard M. Johnson nói: "Tại thời điểm này, việc tiến hành đề cử một người vào các chức vụ của Tổng thống và Phó Tổng thống là điều không thể tránh khỏi." Sau khi tranh luận, nghị quyết đã được nhất trí thông qua và cuộc họp kết thúc. Tổng thống Monroe và Phó Tổng thống Daniel D. Tompkins do đó đã trở thành những ứng cử viên trên thực tế để tái tranh cử.
Trong thời gian chuẩn bị cho phiên họp kín, Tompkins đã thực hiện một cuộc tranh cử khác cho chức vụ Thống đốc New York cũ của mình, dẫn đến việc ban lãnh đạo đảng cần tìm người thay thế cho ông. Vấn đề cuối cùng đã được đưa ra tranh luận khi Tompkins thua cuộc bầu cử ngay trước khi phiên họp kín đề cử diễn ra, và mặc dù một số người trong đảng vẫn không hài lòng với thành tựu của Tompkins với tư cách là Phó Tổng thống, tuy nhiên, nó không làm ảnh hưởng tới quy trình đề cử chính thức sau đó, cho đến cuối cùng, Tompkins vẫn được đề cử là Phó Tổng thống.

## Tổng tuyển cử

### Chiến dịch
Thực tế là không có chiến dịch nào, vì không có sự phản đối lớn nào đối với Monroe và Tompkins.

### Tranh chấp
Vào ngày 9 tháng 3 năm 1820, Quốc hội đã thông qua đạo luật chỉ đạo Missouri tổ chức đại hội để thành lập hiến pháp và chính quyền tiểu bang. Luật này tuyên bố rằng "tiểu bang nói trên, khi được thành lập, sẽ được kết nạp vào Liên minh, trên cơ sở bình đẳng với các tiểu bang ban đầu, trên mọi phương diện."  Tuy nhiên, khi Quốc hội họp lại vào tháng 11 năm 1820, việc kết nạp Missouri đã trở thành một vấn đề gây tranh cãi. Những người ủng hộ tuyên bố rằng Missouri đã đáp ứng các điều kiện của luật pháp và do đó là một tiểu bang; những người phản đối cho rằng một số điều khoản của Hiến pháp Missouri đã vi phạm Hiến pháp Hoa Kỳ.
Vào thời điểm Quốc hội họp để kiểm phiếu đại cử tri từ cuộc bầu cử, cuộc tranh chấp này đã kéo dài hơn hai tháng. Việc kiểm phiếu đặt ra một vấn đề nhức nhối: nếu Quốc hội đếm phiếu bầu của Missouri, điều đó sẽ được coi là công nhận rằng Missouri là một tiểu bang; mặt khác, nếu Quốc hội không kiểm phiếu của Missouri, nó sẽ được coi là công nhận rằng Missouri không phải là một tiểu bang. Biết trước rằng Monroe sẽ giành chiến thắng vang dội và do đó cuộc bỏ phiếu của Missouri sẽ không ảnh hưởng tới kết quả cuối cùng, Thượng viện đã thông qua một nghị quyết vào ngày 13 tháng 2 năm 1821 nêu rõ rằng nếu có những sự phản đối thì sẽ không xem xét vấn đề trừ khi cuộc bỏ phiếu của Missouri sẽ thay đổi ai sẽ trở thành tổng thống. Thay vào đó, Chủ tịch Thượng viện sẽ công bố cuộc kiểm phiếu cuối cùng hai lần, một lần bao gồm Missouri và một lần loại trừ nó.
Ngày hôm sau, nghị quyết này đã được giới thiệu tại Hạ viện. Sau một hồi tranh luận sôi nổi, nó đã được thông qua. Tuy nhiên, trong quá trình kiểm phiếu đại cử tri vào ngày 14 tháng 2 năm 1821, Dân biểu Arthur Livermore của New Hampshire đã đưa ra ý kiến phản đối các phiếu bầu từ Missouri. Ông lập luận rằng vì Missouri chưa chính thức trở thành một tiểu bang nên nó không có quyền bỏ phiếu đại cử tri. Ngay lập tức, Dân biểu John Floyd của Virginia cho rằng phải kiểm phiếu của Missouri. Hỗn loạn xảy ra sau đó và trật tự được thiết lập trở lại với việc kiểm phiếu theo nghị quyết và sau đó hoãn lại trong ngày.

## Kết quả

### 

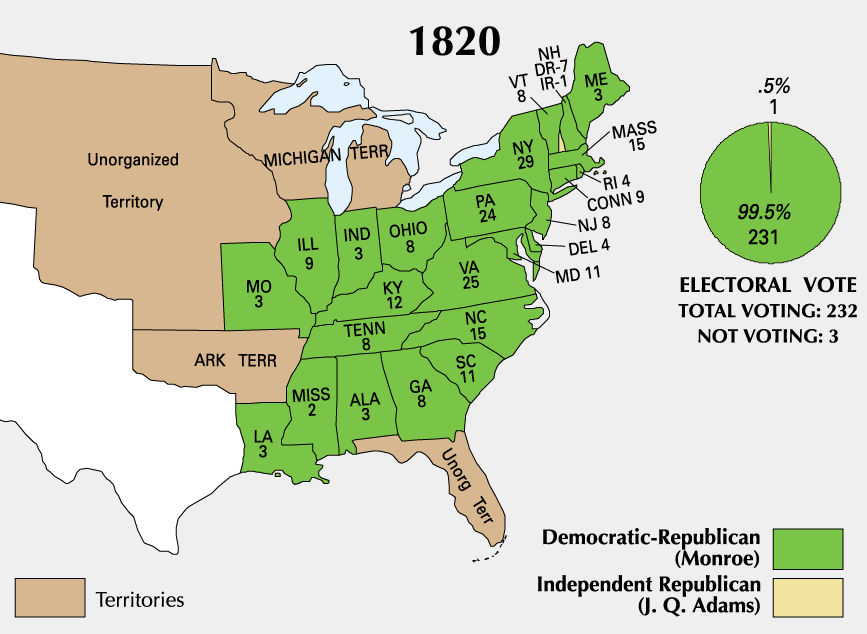

| Ứng cử viên tổng thống         | Đảng                           | Tiểu bang nhà                  | Phiếu Phổ thông                | Phiếu Phổ thông                | Phiếu Đại cử tri |
| Ứng cử viên tổng thống         | Đảng                           | Tiểu bang nhà                  | Số phiếu                       | %                              | Phiếu Đại cử tri |
| ------------------------------ | ------------------------------ | ------------------------------ | ------------------------------ | ------------------------------ | ---------------- |
| James Monroe (đương nhiệm)     | Đảng Dân chủ Cộng hòa          | Virginia                       | 87.343                         | 80,61%                         | 228/231          |
| N / A                          | Đảng Liên bang                 | N / A                          | 17.465                         | 16,12%                         | 0                |
| DeWitt Clinton                 | Đảng Dân chủ Cộng hòa          | New York                       | 1.893                          | 1,75%                          | 0                |
| John Quincy Adams              | Đảng Dân chủ Cộng hòa          | Massachusetts                  | -                              | -                              | 1                |
| Không tham gia bầu cử          | N / A                          | N / A                          | 1.658                          | 1,53%                          | 0                |
| Tổng cộng                      | Tổng cộng                      | Tổng cộng                      | 108.359                        | 100,0%                         | 229/232          |
| Cần thiết để giành chiến thắng | Cần thiết để giành chiến thắng | Cần thiết để giành chiến thắng | Cần thiết để giành chiến thắng | Cần thiết để giành chiến thắng | 115/117          |

| Ứng cử viên phó tổng thống     | Buổi tiệc                      | Tiểu bang                      | Phiếu đại cử tri |
| ------------------------------ | ------------------------------ | ------------------------------ | ---------------- |
| Daniel D. Tompkins             | Đảng Dân chủ Cộng hòa          | New York                       | 215/218          |
| Richard Stockton               | Đảng Liên bang                 | New Jersey                     | 8                |
| Daniel Rodney                  | Đảng Liên bang                 | Delaware                       | 4                |
| Robert Goodloe Harper          | Đảng Liên bang                 | Maryland                       | 1                |
| Richard Rush                   | Đảng Liên bang                 | Pennsylvania                   | 1                |
| Toàn bộ                        | Toàn bộ                        | Toàn bộ                        | 229/232          |
| Cần thiết để giành chiến thắng | Cần thiết để giành chiến thắng | Cần thiết để giành chiến thắng | 115/117          |

| \| Phiếu Phổ thông \| Phiếu Phổ thông \| Phiếu Phổ thông \| Phiếu Phổ thông \| Phiếu Phổ thông \| \| --------------------- \| --------------------- \| --------------- \| --------------- \| --------------- \| \| \| \| \| \| \| \| Monroe \| Monroe \| \| 81.61% \| 81.61% \| \| Không ứng cứ viên \| Không ứng cứ viên \| \| 16.19% \| 16.19% \| \| Clinton \| Clinton \| \| 1.75% \| 1.75% \| \| Không tham gia bầu cử \| Không tham gia bầu cử \| \| 1.53% \| 1.53% \| |                       |  |        |        |
| Phiếu Phổ thông |                       |  |        |        |
| |                       |  |        |        |
| Monroe | Monroe                |  | 81.61% | 81.61% |
| Không ứng cứ viên | Không ứng cứ viên     |  | 16.19% | 16.19% |
| Clinton | Clinton               |  | 1.75%  | 1.75%  |
| Không tham gia bầu cử | Không tham gia bầu cử |  | 1.53%  | 1.53%  |

| \| Phiếu Đại cử tri bầu Tổng thống \| Phiếu Đại cử tri bầu Tổng thống \| Phiếu Đại cử tri bầu Tổng thống \| Phiếu Đại cử tri bầu Tổng thống \| Phiếu Đại cử tri bầu Tổng thống \| \| ------------------------------- \| ------------------------------- \| ------------------------------- \| ------------------------------- \| ------------------------------- \| \| \| \| \| \| \| \| Monroe \| Monroe \| \| 98.3% \| 98.3% \| \| Adams \| Adams \| \| 0.4% \| 0.4% \| \| Không tham gia bầu cử \| Không tham gia bầu cử \| \| 1.3% \| 1.3% \| |                       |  |       |       |
| Phiếu Đại cử tri bầu Tổng thống |                       |  |       |       |
| |                       |  |       |       |
| Monroe | Monroe                |  | 98.3% | 98.3% |
| Adams | Adams                 |  | 0.4%  | 0.4%  |
| Không tham gia bầu cử | Không tham gia bầu cử |  | 1.3%  | 1.3%  |

| \| Phiếu Đại cử tri bầu Phó Tổng thống \| Phiếu Đại cử tri bầu Phó Tổng thống \| Phiếu Đại cử tri bầu Phó Tổng thống \| Phiếu Đại cử tri bầu Phó Tổng thống \| Phiếu Đại cử tri bầu Phó Tổng thống \| \| ----------------------------------- \| ----------------------------------- \| ----------------------------------- \| ----------------------------------- \| ----------------------------------- \| \| \| \| \| \| \| \| Tompkins \| Tompkins \| \| 92.8% \| 92.8% \| \| Stockton \| Stockton \| \| 3.4% \| 3.4% \| \| Rodney \| Rodney \| \| 1.7% \| 1.7% \| \| Harper \| Harper \| \| 0.4% \| 0.4% \| \| Rush \| Rush \| \| 0.4% \| 0.4% \| \| Không tham gia bầu cử \| Không tham gia bầu cử \| \| 1.3% \| 1.3% \| |                       |  |       |       |
| Phiếu Đại cử tri bầu Phó Tổng thống |                       |  |       |       |
| |                       |  |       |       |
| Tompkins | Tompkins              |  | 92.8% | 92.8% |
| Stockton | Stockton              |  | 3.4%  | 3.4%  |
| Rodney | Rodney                |  | 1.7%  | 1.7%  |
| Harper | Harper                |  | 0.4%  | 0.4%  |
| Rush | Rush                  |  | 0.4%  | 0.4%  |
| Không tham gia bầu cử | Không tham gia bầu cử |  | 1.3%  | 1.3%  |